# Karl Engel
Karl Engel (født 24. november 1952) er en schweizisk tidligere fodboldspiller (målmand) og -træner. 
Engel spillede 26 kampe for det schweiziske landshold, som han debuterede for 5. september 1978 i en venskabskamp mod USA. Hans sidste landskamp var en VM-kvalifikationskamp mod Norge 10. november 1986.
På klubplan spillede Engel hele sin karriere i hjemlandet, hvor han vandt det schweiziske mesterskab med Servette i 1979. Efter sit karrierestop fungerede han som træner for henholdsvis Basel og Lugano.

## Titler
Schweizisk mesterskab
- 1979 med Servette

Schweizisk pokal
- 1978 og 1979 med Servette

Schweizisk Liga Cup
- 1977, 1979 og 1980 med Servette